# Sycophaga tenebrosa
Sycophaga tenebrosa är en stekelart som beskrevs av Grandi 1917. Sycophaga tenebrosa ingår i släktet Sycophaga och familjen fikonsteklar. Inga underarter finns listade i Catalogue of Life.